# Мурейко Сергій Юрійович
Сергій Юрійович Мурейко (нар. 2 липня 1970, Кишинів) — радянський, молдовський та болгарський борець греко-римського стилю, бронзовий та дворазовий срібний призер чемпіонатів світу, переможець, срібний та шестиразовий бронзовий призер чемпіонатів Європи, дворазовий срібний призер Кубків світу, бронзовий призер Олімпійських ігор. Заслужений майстер спорту Молдови з греко-римської боротьби.

## Біографія
Боротьбою почав займатися з 1983 року. Був чемпіоном СРСР 1988 року серед кадетів. У складі радянської збірної ставав чемпіоном світу 1988 року серед юніорів, чемпіоном світу 1989 року серед молоді, чемпіоном Європи 1990 року серед молоді. Після розпаду СРСР виступав за збірну Молдови. Після Олімпіади 1996 року отримав болгарське громадянство і виступав за збірну Болгарії. Представляв борцівський клуб «Славія-Літекс» Софія.
У 1990-ті роки Сергій Мурейко був, за визнанням Олександра Кареліна, його головним конкурентом і найнебезпечішним суперником на міжнародній арені.
2005 року завершив виступи, після чого перейшов на тренерську роботу. Працює тренером в кишинівському спортінтернаті.

## Спортивні результати на міжнародних змаганнях

### Виступи на Олімпіадах
| Змагання                    | Збірна   | Вагова категорія                  | Місце  |
| --------------------------- | -------- | --------------------------------- | ------ |
| Літні Олімпійські ігри 1996 | Молдова  | греко-римська боротьба, до 130 кг | Бронза |
| Літні Олімпійські ігри 2000 | Болгарія | греко-римська боротьба, до 130 кг | 19     |
| Літні Олімпійські ігри 2004 | Болгарія | греко-римська боротьба, до 120 кг | 8      |

### Виступи на Чемпіонатах світу
| Змагання                        | Збірна   | Вагова категорія                  | Місце  |
| ------------------------------- | -------- | --------------------------------- | ------ |
| Чемпіонат світу з боротьби 1993 | Молдова  | греко-римська боротьба, до 130 кг | Срібло |
| Чемпіонат світу з боротьби 1994 | Молдова  | греко-римська боротьба, до 130 кг | 7      |
| Чемпіонат світу з боротьби 1995 | Молдова  | греко-римська боротьба, до 130 кг | Срібло |
| Чемпіонат світу з боротьби 1997 | Болгарія | греко-римська боротьба, до 130 кг | 4      |
| Чемпіонат світу з боротьби 1998 | Болгарія | греко-римська боротьба, до 130 кг | 6      |
| Чемпіонат світу з боротьби 1999 | Болгарія | греко-римська боротьба, до 130 кг | Бронза |
| Чемпіонат світу з боротьби 2001 | Болгарія | греко-римська боротьба, до 130 кг | 4      |
| Чемпіонат світу з боротьби 2002 | Болгарія | греко-римська боротьба, до 120 кг | 25     |
| Чемпіонат світу з боротьби 2003 | Болгарія | греко-римська боротьба, до 120 кг | 6      |
| Чемпіонат світу з боротьби 2005 | Болгарія | греко-римська боротьба, до 120 кг | 10     |

### Виступи на Чемпіонатах Європи
| Змагання                         | Збірна   | Вагова категорія                  | Місце  |
| -------------------------------- | -------- | --------------------------------- | ------ |
| Чемпіонат Європи з боротьби 1993 | Молдова  | греко-римська боротьба, до 130 кг | Бронза |
| Чемпіонат Європи з боротьби 1995 | Молдова  | греко-римська боротьба, до 130 кг | Бронза |
| Чемпіонат Європи з боротьби 1996 | Молдова  | греко-римська боротьба, до 130 кг | Бронза |
| Чемпіонат Європи з боротьби 1997 | Болгарія | греко-римська боротьба, до 125 кг | Золото |
| Чемпіонат Європи з боротьби 1998 | Болгарія | греко-римська боротьба, до 130 кг | Бронза |
| Чемпіонат Європи з боротьби 2000 | Болгарія | греко-римська боротьба, до 130 кг | Срібло |
| Чемпіонат Європи з боротьби 2001 | Болгарія | греко-римська боротьба, до 130 кг | Бронза |
| Чемпіонат Європи з боротьби 2002 | Болгарія | греко-римська боротьба, до 120 кг | 12     |
| Чемпіонат Європи з боротьби 2003 | Болгарія | греко-римська боротьба, до 120 кг | 10     |
| Чемпіонат Європи з боротьби 2004 | Болгарія | греко-римська боротьба, до 120 кг | Бронза |

### Виступи на Кубках світу
| Змагання                    | Збірна | Вагова категорія                  | Місце  |
| --------------------------- | ------ | --------------------------------- | ------ |
| Кубок світу з боротьби 1990 | СРСР   | греко-римська боротьба, до 130 кг | Срібло |
| Кубок світу з боротьби 1991 | СРСР   | греко-римська боротьба, до 130 кг | Срібло |

### Виступи на інших змаганнях
| Змагання                           | Збірна   | Вагова категорія                  | Місце  |
| ---------------------------------- | -------- | --------------------------------- | ------ |
| Золотий Гран-прі з боротьби 1990   | СРСР     | греко-римська боротьба, до 130 кг | Золото |
| Гран-прі Німеччини з боротьби 1990 | СРСР     | греко-римська боротьба, до 130 кг | Золото |
| Гран-прі Німеччини з боротьби 1995 | Молдова  | греко-римська боротьба, до 130 кг | Золото |
| Тестовий турнір FILA 1998          | Болгарія | греко-римська боротьба, до 130 кг | Бронза |

### Виступи на змаганнях молодших вікових груп
| Змагання                                      | Збірна | Вагова категорія                  | Місце  |
| --------------------------------------------- | ------ | --------------------------------- | ------ |
| Чемпіонат світу з боротьби серед юніорів 1988 | СРСР   | греко-римська боротьба, до 115 кг | Золото |
| Чемпіонат світу з боротьби серед молоді 1989  | СРСР   | греко-римська боротьба, до 130 кг | Золото |
| Чемпіонат Європи з боротьби серед молоді 1990 | СРСР   | греко-римська боротьба, до 130 кг | Золото |